# Borivoje Đorđević
Borivoje Đorđević (Belgrado, 2 agosto 1948) è un ex calciatore jugoslavo.